# Clase Newport
La Clase Newport  es una serie de buques de desembarco de carros de combate (LST, acrónimo de Landing Ship Tank) diseñada por los Estados Unidos, que suponía un considerable avance sobre sus predecesores de la Segunda Guerra Mundial. A principios del siglo XXI, cuatro habían sido hundidos como objetivos en ejercicios navales, cuatro se mantenían en la Reserva Naval de los Estados Unidos y el resto habían sido vendidos a armadas de otros países.

## Desarrollo
Veinte buques de la clase Newport fueron construidos para reemplazar a los tradicionales buques de desembarco de tanques.
La clase Newport tiene una mayor velocidad y capacidad de carga que los LST de la Segunda Guerra Mundial, poseen dos grandes torres unidas por una pasarela a proa usadas para extender y recoger la rampa de 34 m, que tiene una capacidad de carga de hasta 75 t.
Los Newport son los primeros buques anfibios que cuentan con propulsión lateral interna, situada debajo de la línea de flotación cerca del arco, que permiten que la proa se desplace lateralmente, mientras la popa permanece prácticamente inmóvil.
Esta clase de LST también tiene una puerta trasera, que permite el uso por su parte de lanchas de desembarco anfibio tipo LCU.
La clase Newport puede transportar 345 infantes de marina con su equipo además de disponer de 1900 m² de barco con capacidad para 30 carros de combate y 17 camiones, 2.000 toneladas en total, 500 al varar y capacidad para 3 LCVP.

## Características
LST (landing ship tank) de 8550 t de desplazamiento (a plena carga); 6× motores diésel (2× hélices, 15 000 shp, velocidad 27 nudos); 1× Phalanx CIWS de 20 mm, 2× cañones de 25 mm y 6× ametralladoras de 12,7 mm.

## Unidades
| Nombre del buque                  | Constructor                             | Alta | Baja | Destino | Enlace |
| --------------------------------- | --------------------------------------- | ---- | ---- | --- | ------ |
| USS Newport (LST-1179)            | Philadelphia Naval Shipyard             | 1969 | 1992 | Vendido a la Armada de México, renombrado Papaloapan (ARM A-411)                                                                                                 |        |
| USS Manitowoc (LST-1180)          | Philadelphia Naval Shipyard             | 1970 | 1993 | Vendido a la Armada de la República de China (Taiwán), renombrado ChongHe (LST-232)                                                                              |        |
| USS Sumter (LST-1181)             | Philadelphia Naval Shipyard             | 1970 | 1993 | Vendido a la Armada de la República de China (Taiwán), renombrado ChongPing (LST-233)                                                                            |        |
| USS Fresno (LST-1182)             | National Steel & SB                     | 1969 | 1993 | Ejercicio de entrenamiento de flota el 15 Septembre 2014 |        |
| USS Peoria (LST-1183)             | National Steel and Shipbuilding Company | 1970 | 1994 | Ejercicio de entrenamiento de flota el 7 de diciembre de 2004 |        |
| USS Frederick (LST-1184)          | National Steel and Shipbuilding Company | 1970 | 2002 | Vendido a la Armada de México, renombrado Usumacinta (ARM A-412), 22/11/2002 en servicio                                                                         |        |
| USS Schenectady (LST-1185)        | National Steel & SB                     | 1970 | 1993 | Ejercicio de entrenamiento de flota 23 de noviembre de 2004 |        |
| USS Cayuga (LST-1186)             | National Steel and Shipbuilding Company | 1970 | 1994 | Vendido a la Marinha de Brasil, renombrado NDCC Mattoso Maia (G-28)                                                                                              |        |
| USS Tuscaloosa (LST-1187)         | National Steel and Shipbuilding Company | 1970 | 1993 | Ejercicio de entrenamiento de flota en Rimpac 2014 |        |
| USS Saginaw (LST-1188)            | National Steel and Shipbuilding Company | 1971 | 1994 | Vendido a la Royal Australian Navy, renombrado HMAS Kanimbla (L-51) Baja 25 de noviembre de 2011                                                                 |        |
| USS San Bernardino (LST-1189)     | National Steel and Shipbuilding Company | 1971 | 1995 | Vendido a la Armada de Chile, renombrado Valdivia (LST 93) (Dada de baja 2012)                                                                                   |        |
| USS Boulder (LST-1190)            | National Steel & SB                     | 1971 | 1994 | Inactivo reserva, 28 de febrero de 1994 |        |
| USS Racine (LST-1191)             | National Steel and Shipbuilding Company | 1971 | 1993 | Inactivo reserva, 2 de octubre de 1993 - En septiembre de 2008 estuvo a punto de transferirse a la Marina de Guerra del Perú (MGP) , sin embargo no se concretó. |        |
| USS Spartanburg County (LST-1192) | National Steel and Shipbuilding Company | 1971 | 1994 | Vendido a la Armada Real de Malasia, renombrado KD Sri Indera Pura (A-1505)                                                                                      |        |
| USS Fairfax County (LST-1193)     | National Steel and Shipbuilding Company | 1971 | 1994 | Vendido a la Royal Australian Navy, renombrado HMAS Manoora(L 52) Baja 27 de mayo de 2011.                                                                       |        |
| USS La Moure County (LST-1194)    | National Steel and Shipbuilding Company | 1971 | 2000 | Ejercicio de entrenamiento de flota el 10 de julio de 2001 |        |
| USS Barbour County (LST-1195)     | National Steel and Shipbuilding Company | 1972 | 1992 | Ejercicio de entrenamiento de flota el 6 de abril de 2004 |        |
| USS Harlan County (LST-1196)      | National Steel and Shipbuilding Company | 1972 | 1995 | Vendido a la Armada Española, renombrado Pizarro (L-42) dado de baja en 2012                                                                                     |        |
| USS Barnstable County (LST-1197)  | National Steel and Shipbuilding Company | 1972 | 1994 | Vendido a la Armada Española, renombrado Hernán Cortés (L-41) dado de baja en 2009                                                                               |        |
| USS Bristol County (LST-1198)     | National Steel and Shipbuilding Company | 1972 | 1994 | Vendido a la Marina Real Marroquí, renombrado Sidi Mohammed Ben Abdallah (407)                                                                                   |        |

## Galería de imágenes

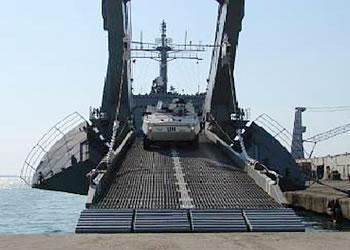
NDCC Mattoso Maia (G-28)
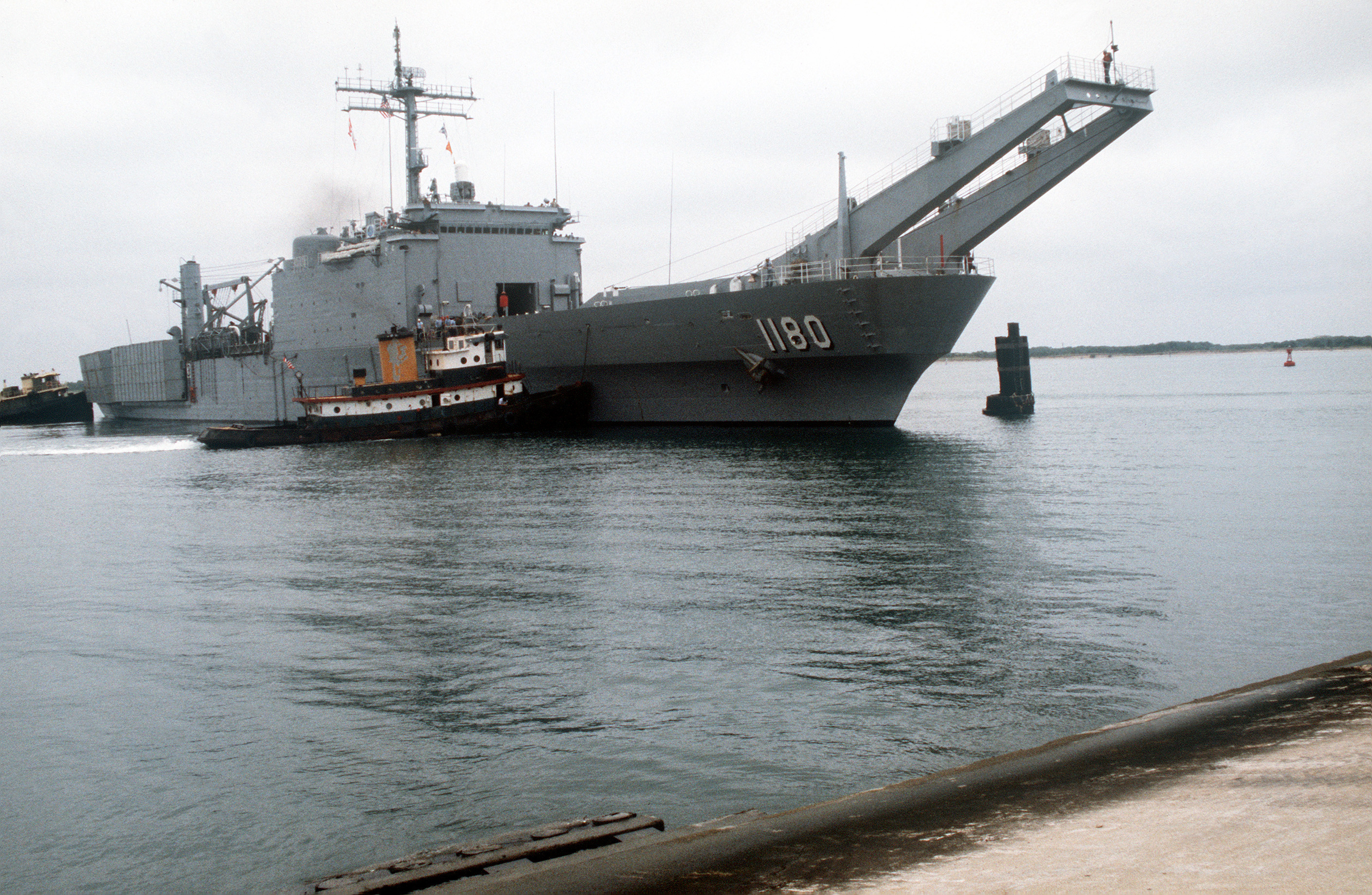
USS Manitowoc (LST-1180)
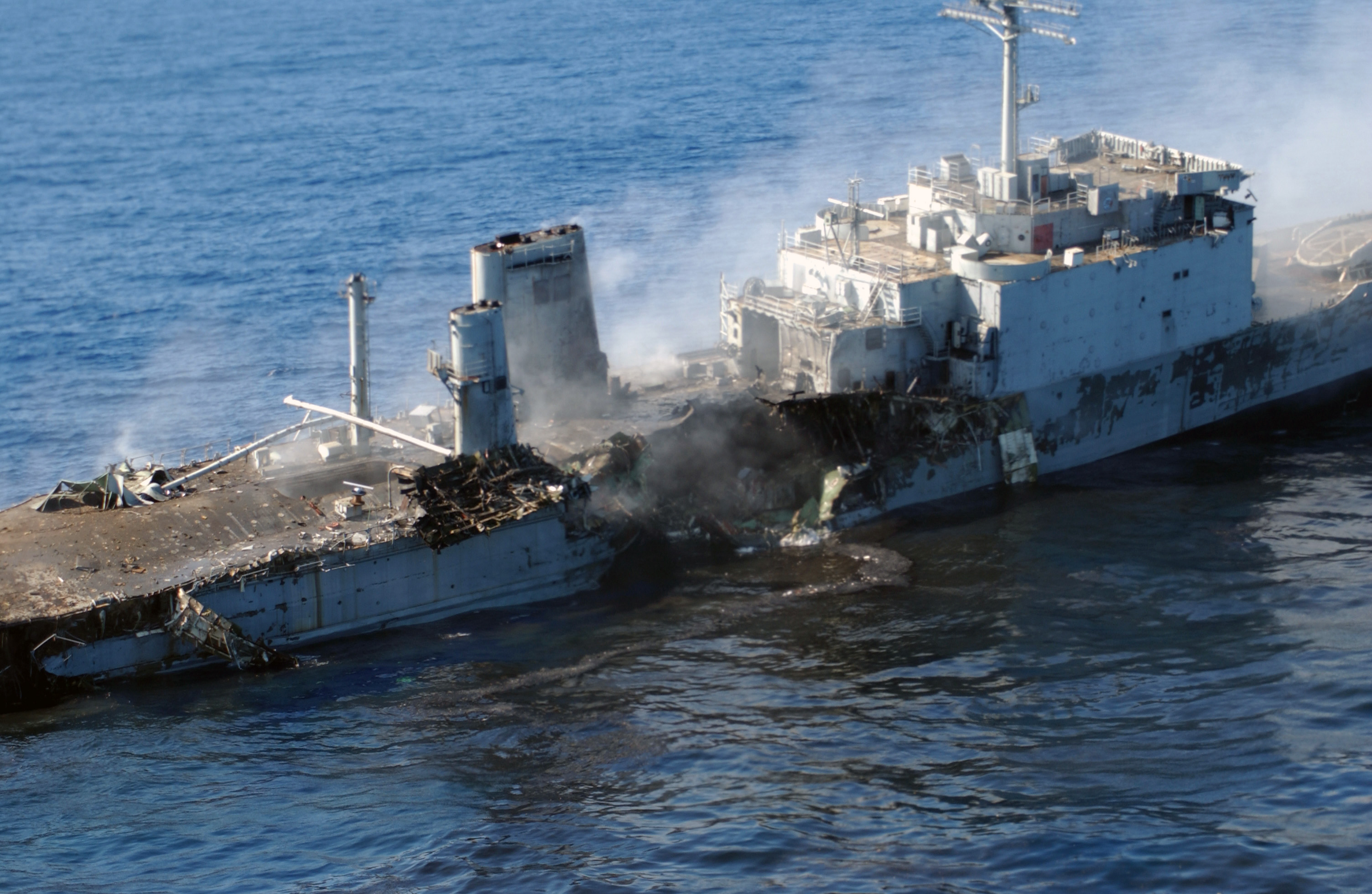
Hundimiento del Schenectady (LST-1185).
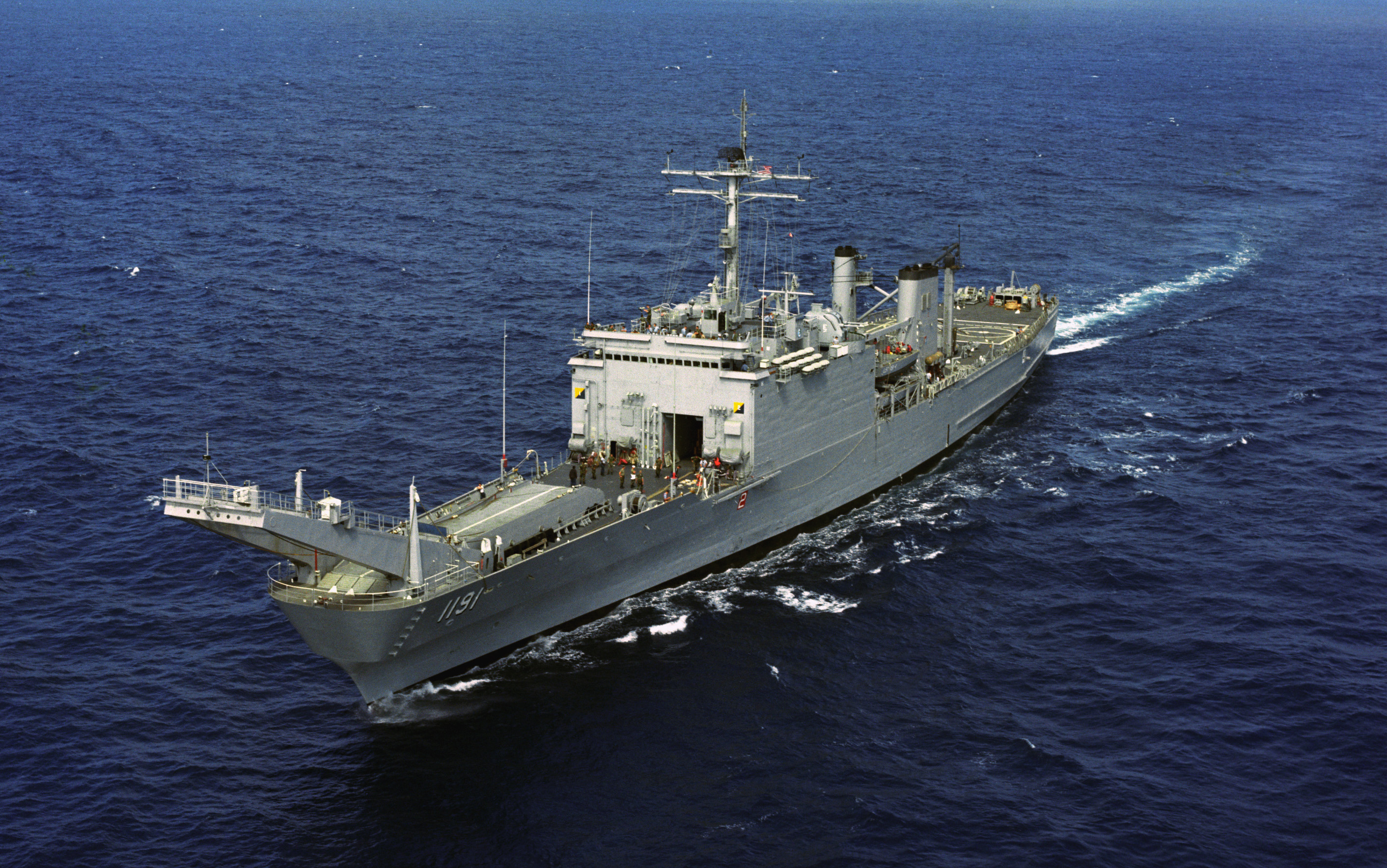
Racine bow
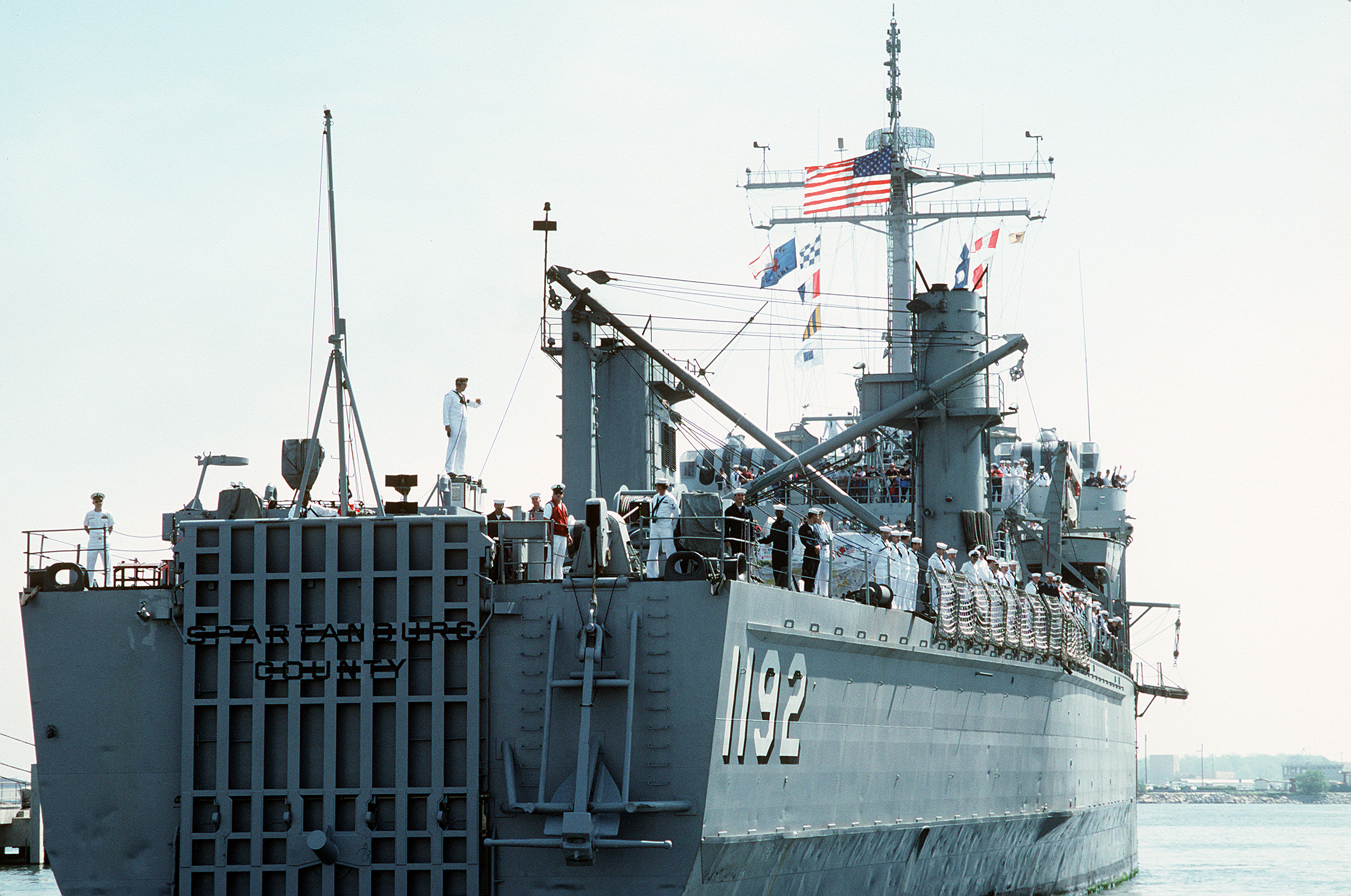
Vista trasera del Spartanburg County (LST-1192)
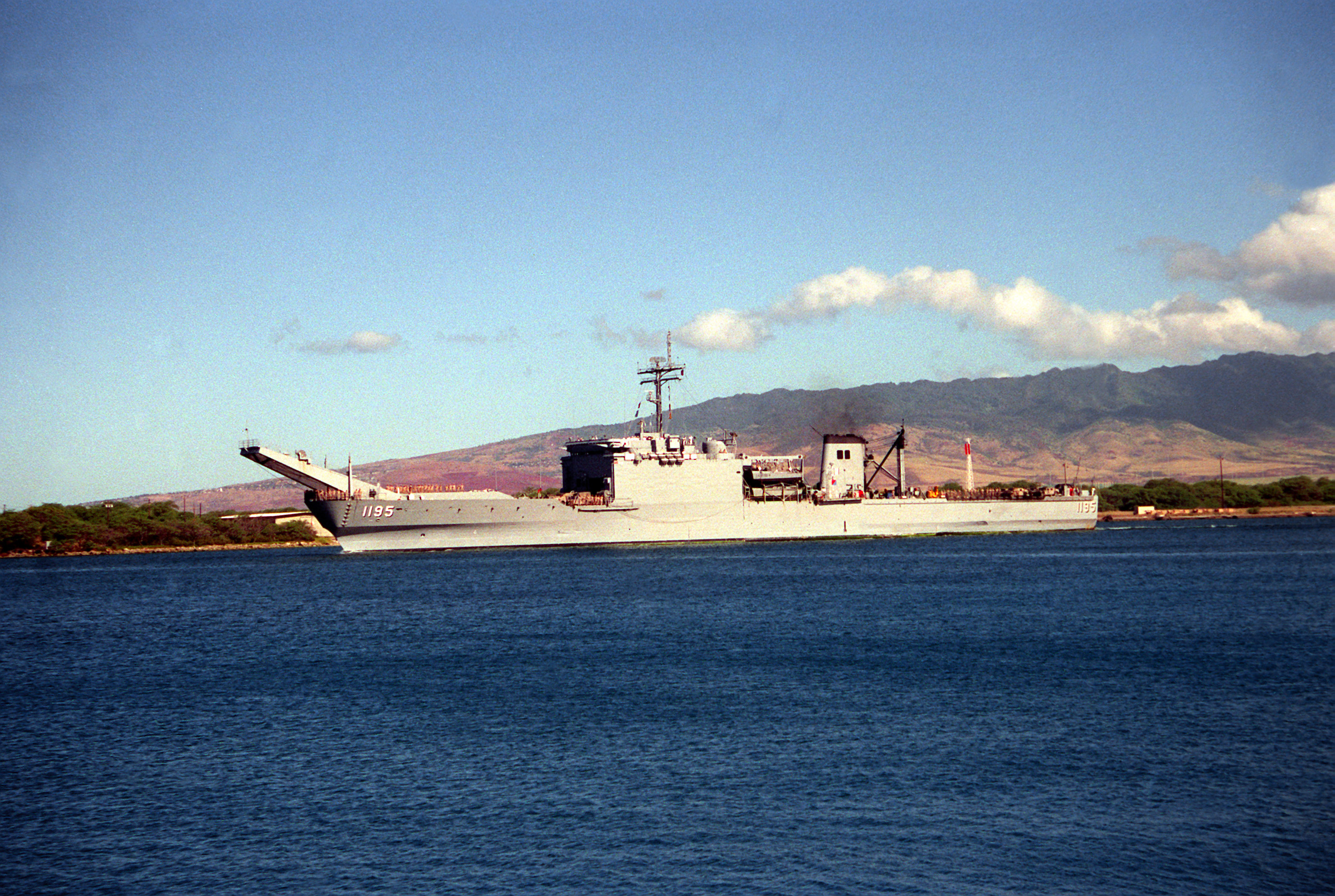
Barbour County (LST-1195)
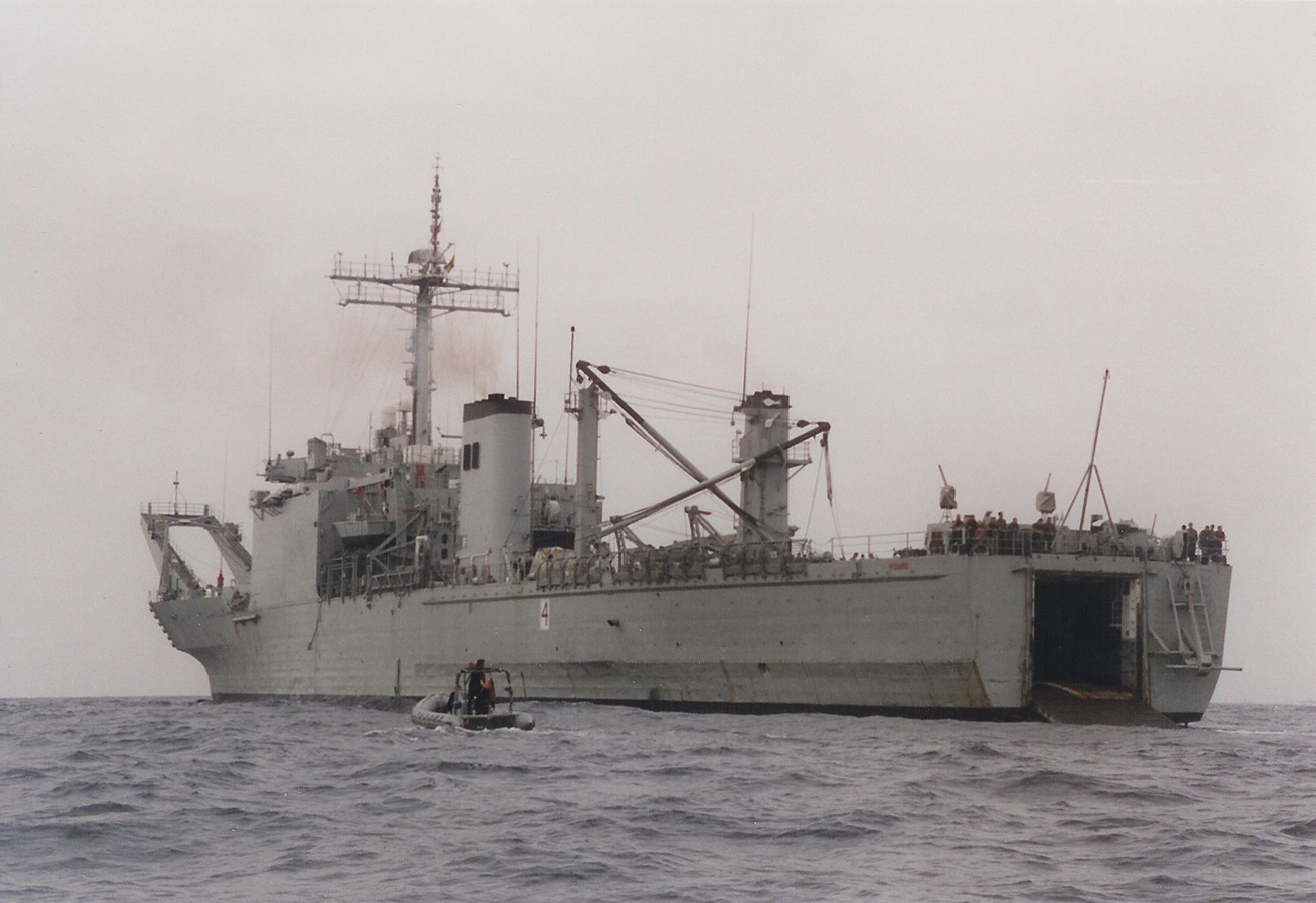
Buque LST Pizarro (L-42), ex USS-Harlan County (LST-1196)
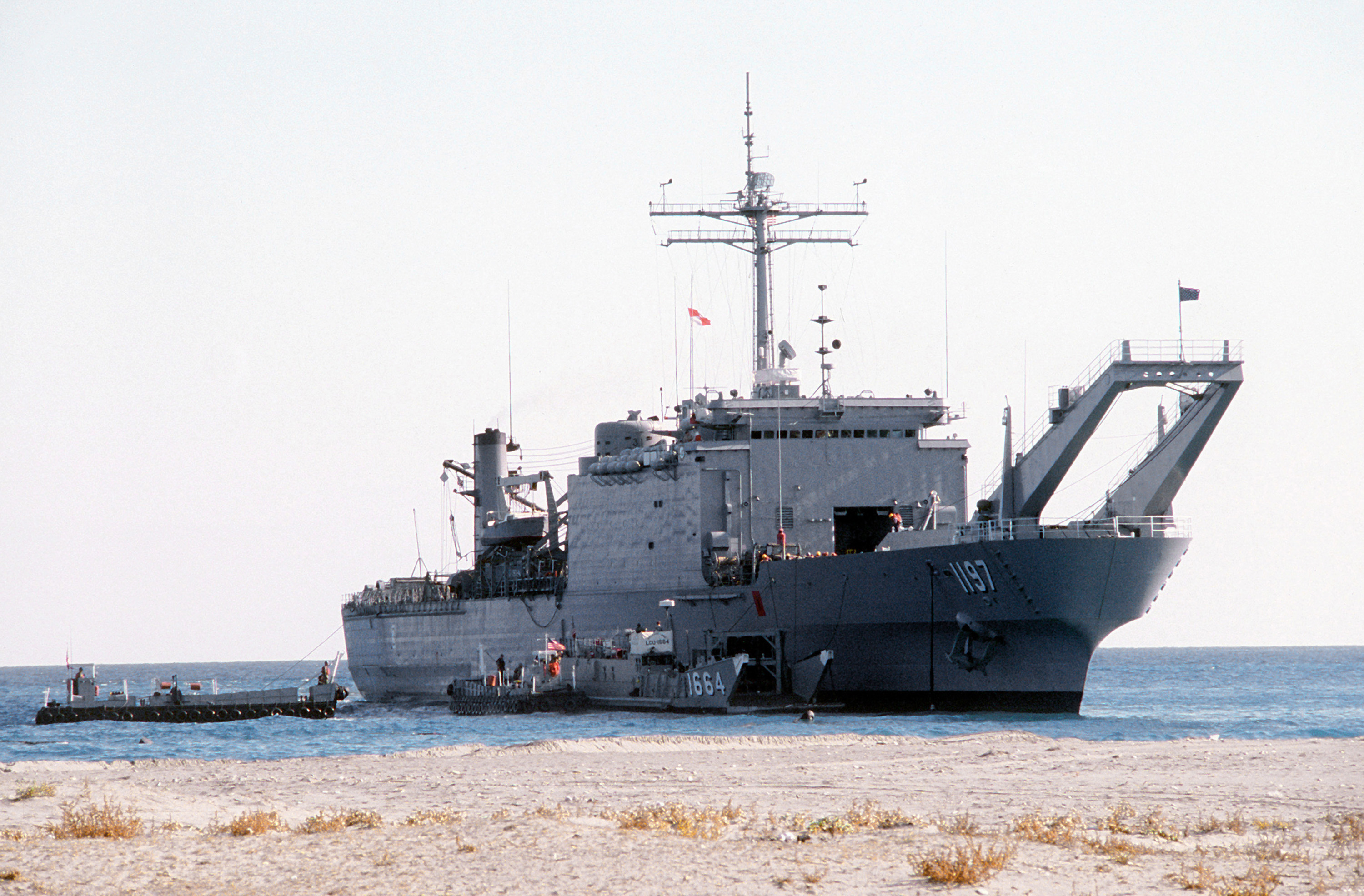
USS Barnstable County (LST-1197).